# VIVA
VIVA fue un canal de televisión de origen alemán especializado en música y entretenimiento. Fue fundado en 1993 como la primera televisión musical en alemán, bajo gestión de Time Warner, y en 2004 fue adquirido por Viacom.
VIVA tenía a Alemania como mercado prioritario, pero a raíz de su éxito en los años 1990 se lanzaron señales en desconexión para otros países de Europa como Suiza, Austria, Polonia, Hungría y más tarde ya bajo propiedad de Viacom, el Reino Unido e Irlanda. Durante toda su existencia, fue un canal en abierto para Alemania, si bien alguna de sus versiones internacionales llegó a ser de pago. Bajo la gestión de MTV Networks Europe centró su programación en series, videoclips y telerrealidad. 
Con el paso del tiempo, el canal fue perdiendo espectadores frente a otras marcas de Viacom. La señal en idioma alemán cesó sus emisiones el 31 de diciembre de 2018.

## Historia
La empresa VIVA fue fundado en 1992 como VIVA Media AG, por iniciativa de los productores musicales de Alemania, quienes estaban preocupados ante la influencia que MTV Europe (creada en 1987 por Viacom) podía ejercer sobre el mercado discográfico, dada la ausencia de videoclips en idioma alemán. Time Warner llegó a un acuerdo con las principales discográficas del país para crear un canal de televisión por satélite, VIVA —abreviatura de Video Verwertungs Anstalt—, con un presupuesto inicial de 60 millones de dólares. Su primer director general fue el productor Dieter Gorny, quien se encargó a su vez de negociar las licencias de cable y satélite. Además, Time Warner contrató para el diseño de la programación a los productores de videoclips Rudi Dolezal y Hannes Rossacher.
Las emisiones del primer canal VIVA Alemania comenzaron el 1 de diciembre de 1993. En sus primeros años, debía ofrecer un mínimo del 40% de los videoclips en alemán.
La influencia de VIVA en la televisión por satélite no se redujo a Alemania, sino que le llevó incluso a competir con MTV Europe a nivel continental. El canal dio su primera oportunidad a presentadores como Stefan Raab o Mola Adebisi, posteriormente rostros habituales de la televisión germana. En 1995 se celebró la primera edición de sus propios premios musicales, los Comet Awards, y el 21 de marzo del mismo año se puso en marcha una segunda señal, VIVA Zwei, dedicada a música oldie, si bien a partir de septiembre de 1998 pasó a emitir música alternativa.
A partir de 1997, Viacom lanzó una señal propia de MTV en alemán (MTV Central) y cambió su estrategia internacional con versiones de MTV en cada país europeo. Durante una década VIVA asumió una programación de música comercial, en competencia directa con MTV Central, mientras que VIVA Zwei se dedicó a géneros alternativos. Esta estrategia terminó en 2002, cuando Time Warner cerró VIVA Zwei por motivos económicos y lo reemplazó por un canal de música pop, VIVA Plus (2002-2007).
VIVA comenzó a expandirse en el mercado europeo en 2000. Una versión para Polonia se lanzó como la primera emisora en otros países europeos. Le seguirían una versión para Suiza ese mismo año y para Austria, lanzada el 1 de enero de 2001. A esto le siguieron las participaciones en los canales Swizz Music Television de Suiza (renombrado VIVA Swizz en 2002) y en 2001 Rete A de Italia y Z+ de Hungría (renombrada como VIVA en 2012). En 2002 adquirió parte de la participación en la emisora neerlandesa The Box Channel, hasta 2006, cuando, ya en poder de Viacom, se convirtió en The Box Comedy, un canal de comedia.
En 2001, Time Warner aumentó su participación en VIVA Media hasta un 51%.
En agosto de 2004, Viacom compró el 98% del grupo VIVA, donde obtuvo el control total y sin limitantes, y pasó de ser una aktiengesellschaft (sociedad anónima) a una gesellschaft mit beschränkter Haftung (sociedad de responsabilidad limitada). La compra de Viacom generó una situación de dominio en el mercado de canales musicales. MTV y VIVA dejaron de competir entre sí: el primero se convirtió en la señal musical principal, mientras que el segundo adoptó una programación de entretenimiento con videoclips, listas musicales y series de televisión.
En enero de 2007 se cerró VIVA Plus, siendo reemplazado por Comedy Central Alemania. En abril de ese mismo año, la señal neerlandesa The Box fue reemplazada por Comedy Central Países Bajos.
VIVA Alemania reestructura su programación con la vuelta de MTV al pago, quedando como bandera del grupo para la televisión gratuita. La programación de VIVA pasó a estar enfocada al entretenimiento, la ficción y la actualidad musical, quedándose MTV con la mayoría de los espacios musicales. Desde 2014, la señal alemana de VIVA tuvo que compartir su señal con la versión alemana de Comedy Central, y perdió empuje frente a otras marcas de Viacom como MTV y Nickelodeon.
En octubre de 2017 cerró VIVA Polonia y VIVA Hungría, siendo reemplazado por MTV Music y MTV Hits respectivamente.
En junio de 2018, Viacom anunció que todas las señales de Viva cesarían sus emisiones el 31 de diciembre de 2018.

## Versiones internacionales
En su mejor época, VIVA llegó a contar con versiones internacionales en Suiza, Austria, Polonia y Hungría, así como una marca alternativa en Reino Unido e Irlanda.

### Alemania
La señal original alemana fue lanzada el 1 de diciembre de 1993 con la canción Zu geil für diese Welt, del grupo Die Fantastischen Vier. Inicialmente un canal de pago, en 2011 pasó a verse por la señal abierta.
En 2014 empezó a compartir su señal con la de Comedy Central; este último canal antes compartía su señal con Nickelodeon.
Viva Alemana cerró sus emisiones el 31 de diciembre de 2018 a las 13:59 horas, con un programa especial que culminó con el tema Viva Forever de las Spice Girls. Al acabar el programa sonó de nuevo el tema de la emisión inaugural, Zu geil für diese Welt, a modo de despedida. Ese mismo día, a las 14:00, fue absorbido por Comedy Central Alemania, que empezó a transmitir 24 horas al día.

### Suiza
El primer canal internacional de VIVA fue VIVA Swizz en Suiza, cuyas emisiones comenzaron el 6 de septiembre de 1999. Al igual que la señal alemana, cerró el 31 de diciembre de 2018 y fue reemplazado por el feed local de Comedy Central Alemania.

### Polonia
El 10 de junio de 2000 se iniciaron las emisiones del canal polaco, el primer VIVA no destinado a un público de habla germana. 
La señal polaca cerró el 3 de octubre de 2017 siendo reemplazado por una versión local de MTV Music.

### Austria
La versión para Austria empezó en 2001, aunque en su caso eran desconexiones de la emisora principal. En 2012 se lanzó una señal exclusiva para el territorio. En septiembre de 2014 empezó a compartir su señal con el feed austríaco de la señal alemana de Comedy Central. Cerró el 31 de diciembre de 2018.

### Hungría
Empezó sus emisiones 27 de junio de 1997 como Z+. Fue renombrado como VIVA en 2002. Al igual que la señal austriaca, son desconexiones de la señal alemana. 
En 2014, la estación canceló programas de producción local. Cerró el 17 de octubre de 2017 siendo reemplazado por la versión europea de MTV Hits.

### Reino Unido e Irlanda
La señal del Reino Unido e Irlanda se lanzó en octubre de 2009 reemplazado a la versión local de The Music Factory. A diferencia de todas las demás señales de VIVA, esta era un derivado independiente del VIVA alemán y poseía otro logotipo. Cerró emisiones el 31 de enero de 2018 y fue reemplazado por MTV OMG.

### Países Bajos
VIVA Media también era propietario de The Box, un canal de televisión lanzado originalmente en 1995. Viva entró a la propiedad en 2002 y posteriormente fue traspasado a Viacom. Fue reemplazado por The Box Comedy, posteriormente Comedy Central Países Bajos en 2007. 

## Canales hermanos

### VIVA Zwei
VIVA Zwei existió desde el 21 de marzo de 1995 hasta el 7 de enero de 2002. Aunque en su primer año la programación estaba centrada en música de los años 1980, el segundo canal de VIVA es recordado por dedicarse a la escena musical alternativa. Los videoclips y conciertos que emitía eran de grupos sin cabida en el primer canal, más enfocado a la escena mainstream, y además contaba con programas especializados por género y entrevistas. VIVA prescindió de este canal en 2002 por motivos económicos.

### VIVA Plus
VIVA Plus existió desde 2002 hasta 2007. En un primer momento estuvo dedicado exclusivamente a videoclips de música pop. Con el paso del tiempo, el canal añadió espacios interactivos a través de mensajes cortos de pago, mediante los cuales se podía chatear, pedir videoclips o incluso dedicarlos a otras personas. Sin embargo, las bajas audiencias le llevaron a compartir frecuencia con un canal de concursos de telellamada. En 2007 fue reemplazado por la versión alemana de Comedy Central.

## Participaciones
- VIVA Media GmbH
  - VIMN Germany GmbH (51 %)
    - MTV Alemania
    - Comedy Central
    - Nickelodeon
    - MTV Brand New
    - Nick Jr. Deutschland

### Participaciones anteriores
- VIVA Music Fernsehen GmbH & Co. KG (100 %)
  - VIVA Plus Fernsehen GmbH (51 %)
  - The Box Holland B.V., Niederlande (100 %)
  - S Media Vision AG, Schweiz (96 %)
  - VIVA TV Productions Sp. z o.o., Polen (100 %)
  - Z+ Broadcasting Company Ltd., Ungarn (100 %)
  - VIVA Production S.r.l., Italien (99 %)